# African Sea Birds
African Sea Birds è un cortometraggio muto del 1914. Non si conosce il nome del regista del film, un documentario prodotto dalla Edison e girato a Malgas Island, in Sudafrica.

## Produzione
Il film fu prodotto dalla Edison Company.

## Distribuzione
Distribuito dalla General Film Company, il film - un cortometraggio di 120 metri - uscì nelle sale cinematografiche statunitensi il 7 gennaio 1914. Nelle proiezioni, veniva programmato con il sistema dello split reel, accorpato in un'unica bobina con un altro cortometraggio prodotto dalla Edison, la commedia The Sherlock Holmes Girl.